# Tourville-sur-Sienne
Tourville-sur-Sienne település Franciaországban, Manche megyében. Lakosainak száma 772 fő (2022. január 1.). Tourville-sur-Sienne Saint-Malo-de-la-Lande, Agon-Coutainville, Bricqueville-la-Blouette, Gratot és Heugueville-sur-Sienne községekkel határos.

## Népesség
A település népessége az elmúlt években az alábbi módon változott:
| Lakosok száma | 491  | 538  | 551  | 669  | 782  | 787  | 785  | 778  | 772  | 772  |
|               | 1968 | 1982 | 1990 | 2006 | 2013 | 2015 | 2017 | 2019 | 2020 | 2022 |